# Het Leen

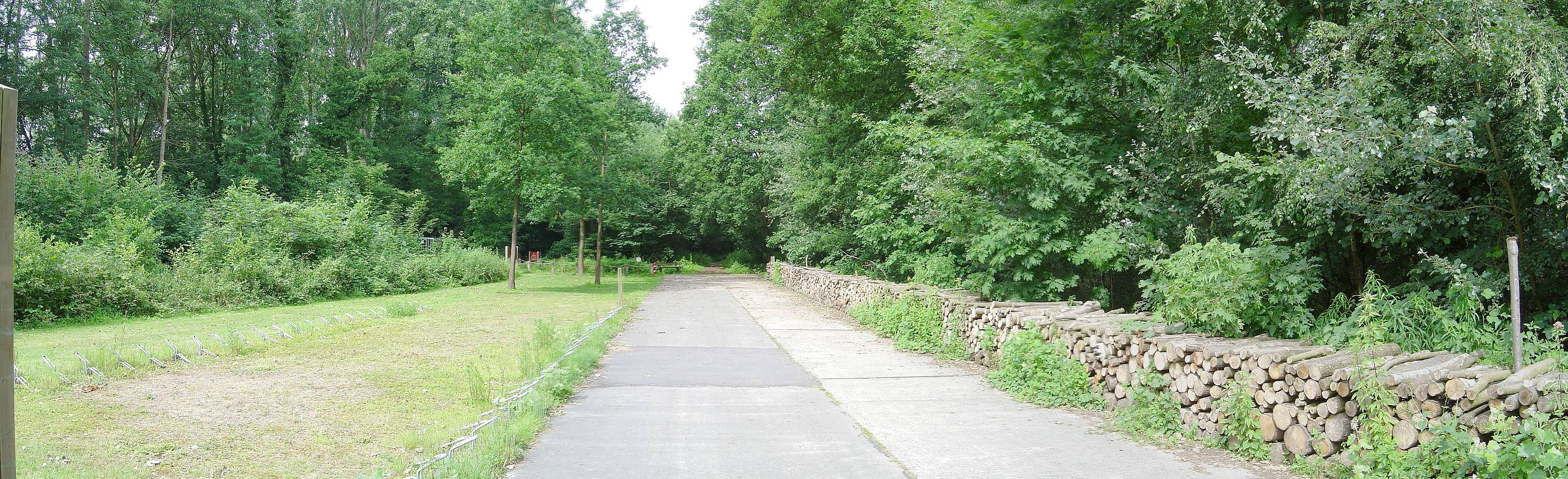
Panoramabeeld in Het Leen.

Het provinciaal domein Het Leen is meer dan 285 ha groot boscomplex en bevindt zich op het grondgebied van de Belgische gemeenten Lievegem en Eeklo. Het is grotendeels bebost met een gemengd loofbos. Het Leen is Europees beschermd als onderdeel van Natura 2000-gebied 'Bossen en heiden van Zandig Vlaanderen: oostelijk deel' (BE2300005). In de buurt van Het Leen liggen de Lembeekse bossen en het Bellebargiebos.

## Geschiedenis

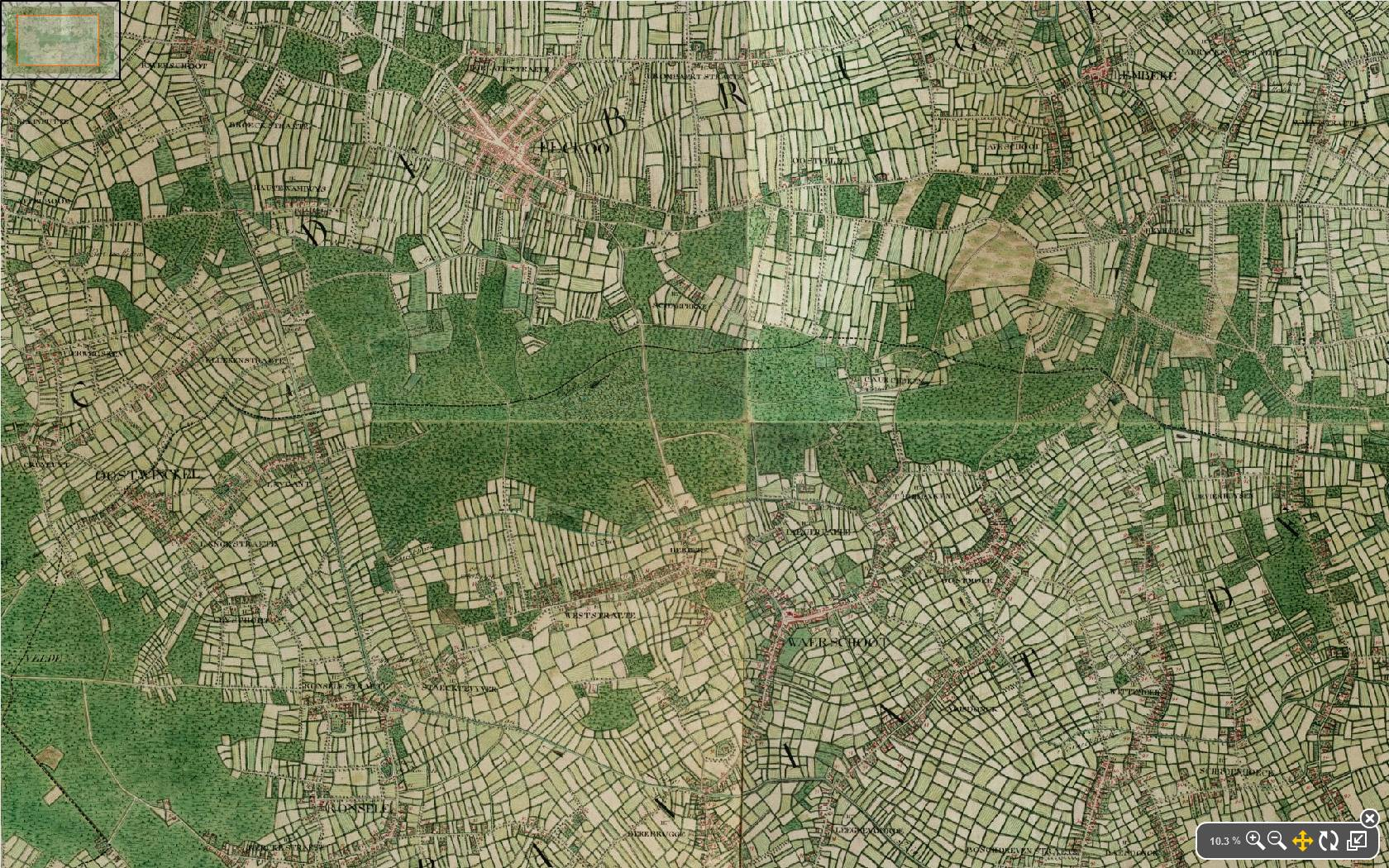
Vroeger vormden Het Leen en De Lembeekse Bossen nog één geheel, zoals hier op de Ferrariskaart

In de Pleniglaciale periode (25.000 tot 2000 jaar v.Chr.) lag er een boomloze streek met grote plassen, waarin alsem, poelruit en Engels gras groeiden. Langzamerhand vestigden er zich bomen, eerst wilgen, later ook berken. Pas circa 13.000 jaar geleden was er echt sprake van een bos, waarin ook voor de hele streek nieuwe soorten als beuk, haagbeuk en grove den groeiden.
Tijdens de ijstijd stierf een deel van het bos af en trad er veenvorming op door de zuurgraad. In het Subboreaal (3000 jaar v.Chr.) deden een aantal andere boomsoorten zoals iep, linde en els hun intrede.
Door menselijke invloeden ontstonden er heidevelden op de hoger gelegen gebieden; in de valleien en de depressies ontwikkelde zich langzaam een moerasbos. Tijdens de Romeinse periode werd ten noorden van deze uitgestrekte boszone de Antwerpse Heirweg aangelegd. Het hele gebied ten zuiden ervan was ondoordringbaar. In de eeuw na Chr. werd de omgeving langs de zeearmen overspoeld met zeewater. Hierdoor werd heel wat zout water opgeslagen in het veen.
In de Middeleeuwen was er door de grote bevolkingstoename meer en meer hout nodig voor woningbouw. Voor de verwarming van de woningen gebruikte men eveneens hout en turf. Vanaf 1205 regeerde Johanna van Constantinopel over de Vlaamse gewesten. Turf- en veengronden werden in concessie gegeven aan de religieuzen. Het Sint-Janshospitaal van Brugge kreeg zo een aantal gronden naast en in het huidige Leen. Men deed er aan veeteelt en primitieve landbouw maar men ontgon er vooral turf. In die tijd (1252) werd ook de Lieve gegraven, die liep achter de nu nog bestaande hoeve Altena (gesticht door het St-Janshospitaal). Een gedeelte van de gestoken turf werd via deze waterweg naar Damme vervoerd, daar overgeladen, om zo terecht te komen in het St-Janshospitaal van Brugge. Wanneer men van zeewater doordrongen turf verbrandt, blijft het zout in de as achter. Zout was in die tijd zeer belangrijk aangezien het veel werd gebruikt om voedsel te pekelen. Door de snelle bevolkingstoename in de steden was het noodzakelijk voldoende voedsel in voorraad te hebben. Het zout dat gewonnen werd in de Altenahoeve werd via een smal pad door de leenbossen vervoerd naar Gent. Op oude kaarten vindt men nog deze zoutweg terug die nog grotendeels te volgen is door het huidige Leen. In 1240 vermeldde men deze weg in de keure van Eeklo als zuidelijke grens van de stad, wat betekent dat deze al bestond en door velen gebruikt werd. De huidige weg Gent-Eeklo (N9) werd pas heel wat later aangelegd, wat te maken had met de moerassen die daar lagen (vandaar de straatnaam Dam).
In een document uit 1333, bewaard in de archieven van het St-Janshospitaal, beschrijven de broeders van de Altenahoeve de leenbossen, gedeeltelijk hun eigendom en grenzend aan hun bewerkte gronden als "Weede en Woestine ten beesten boef" of 'kreupelhout en dorre gronden ten behoeve van de dieren'.
In de loop van de volgende jaren kreeg Het Leen (toen vooral De Wilde Moer genoemd), een kwalijke reputatie. Roversbenden vonden er een geschikte schuilplaats, er leefden wolven, everzwijnen en er kwamen toen ook al vervelende muggen voor. Ook de 'haastige ziekte', een vorm van malaria, zorgde voor veel slachtoffers.
De Heren van Oostwinkel werden eigenaar van een deel van het gebied. Daardoor werd het dus een 'leen', wat de huidige naam kan verklaren. Maria van Hongarije, die Margaretha van Oostenrijk opvolgde, kwam er jagen en ook de Graaf van Egmond organiseerde er een jachtpartij.
Op 27 april 1744 werd Maria-Theresa te Gent als Gravin van Vlaanderen ingehuldigd. Zij had een duidelijke visie op de toekomst van 'Het Leen' en liet er bossen aanplanten. Zowel het Drongengoed als 'Het Leen' zijn onder haar bewind het bos geworden. Zij was het ook die Graaf de Ferraris de opdracht gaf Vlaanderen in kaart te brengen. In de leenbossen werden kilometers en kilometers sloten gegraven die er nog altijd liggen. Op de hogere stukken tussen de sloten in werden er bomen aangeplant. Waar het zeer vochtig bleef handhaafde zich het moerasvaren-elzenbroek met kernsoorten zoals zwarte els, moerasvaren, koningsvaren, blauw glidkruid, wolfspoot, gele lis en enkele soorten veenmossen.
Tijdens de Eerste Wereldoorlog velden de Duitse bezetters heel wat oude bomen. De inwoners van Eeklo kwamen er dagelijks hout sprokkelen. In 1934 werd "de put van Lataire" gegraven: het openlucht zwembad van Waarschoot. Heel veel genot heeft men er niet van gehad, vermits in 1937 de staat de eerste stappen ondernam om het gebied aan te kopen en er een munitieopslagplaats voor Vlaanderen te installeren. De Tweede Wereldoorlog kwam immers dreigend naderbij en men voelde de nood aan een "munitiedepot".
In 1973 verkocht het ministerie van landsverdediging het gebied aan de provincie Oost-Vlaanderen en werd het bestemd voor passieve natuureducatie.

### Uitbreidingen
In 2004 kocht de provincie percelen bouwland aan in Zomergem.
In 2023 breidde het provinciaal domein uit met drie hectare voormalig akkerland dat daarna bebost werd.

## Heden

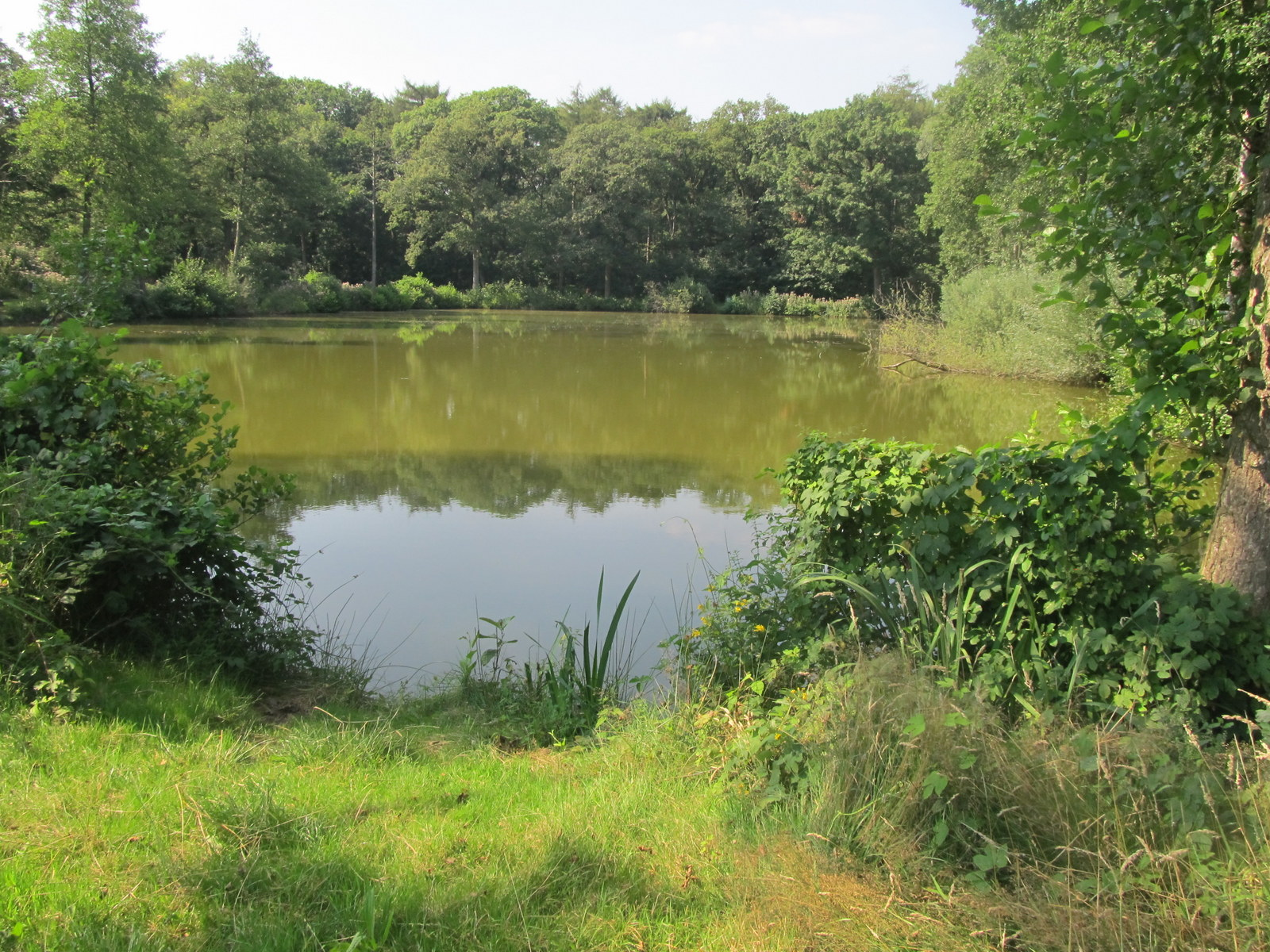
Een van de 15 vijvers in Het Leen

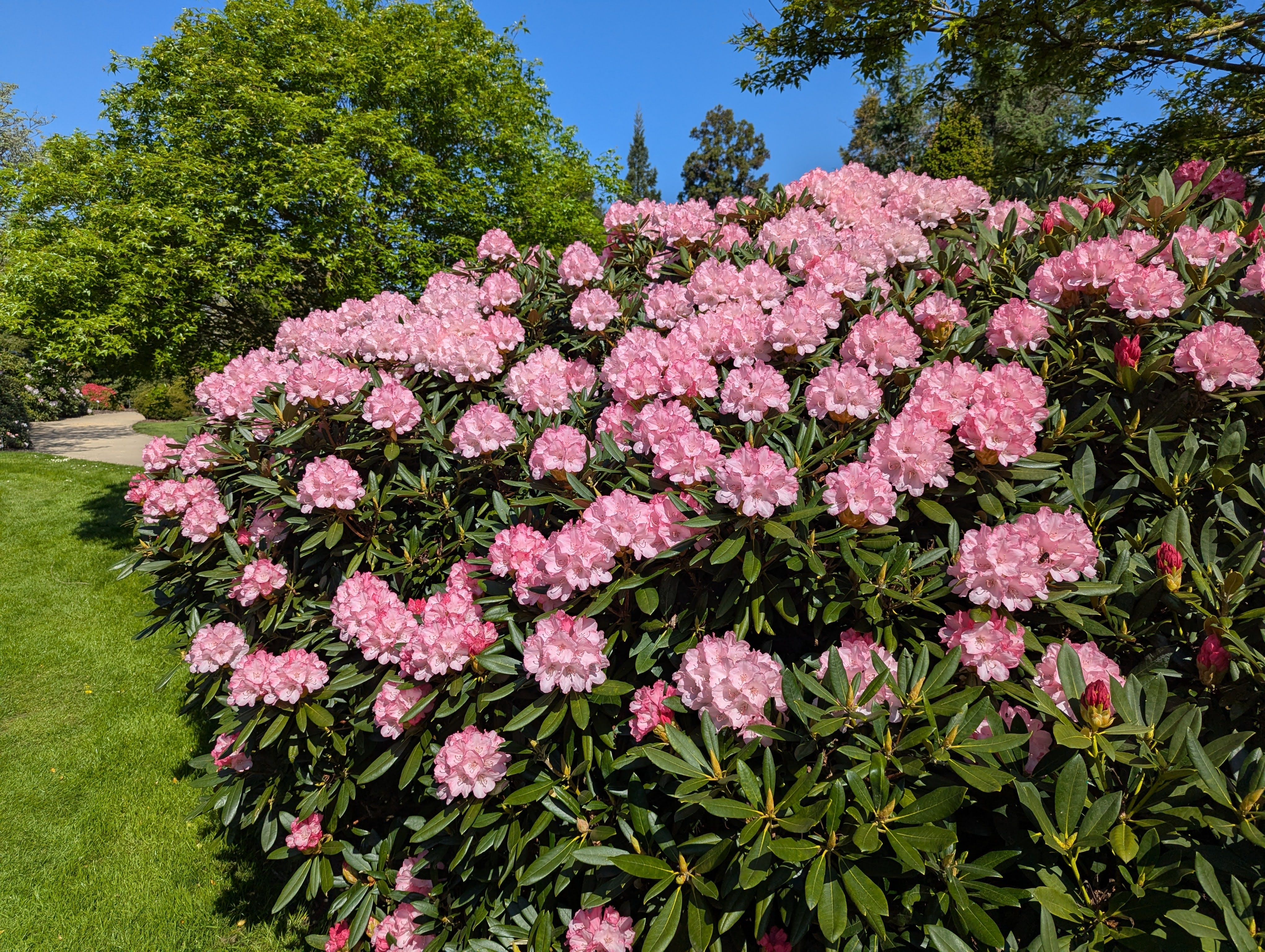
Rhododendrons in het arboretum

In Het Leen zijn er 36 km wandelwegen aanwezig waarvan er 18 km verhard zijn. Daarnaast beschikt de wandelaar nog over evenveel kilometers onverharde weg die er als het regent drassig bij liggen en niet te betreden zijn zonder gummilaarzen. Het voordeel van de betonbanen is dat ze ideaal zijn voor rolstoelgebruikers, het verslepen van bomen na uitdunning en het uitvoeren van onderhoudswerken. In 1993 werd het Provinciaal Bosmuseum, het Bosinfocentrum Het Leen en Bosklassencentrum Hermeleen geopend.
Er is ook een arboretum in Het Leen. Het arboretum omvat meer dan 7000 soorten houtachtige gewassen en vaste planten. Het arboretum is alle dagen vrij toegankelijk.
Groepen die een natuureducatief programma willen spreiden over meerdere dagen kunnen terecht in het Bosklassencentrum Hermeleen. Erkende jeugdgroepen kunnen in vakantieperiodes hun tenten opslaan op de terreinen van het jeugdkampeercentrum. In Het Leen liggen 15 vijvers, waarvan er in drie gevist mag worden. Het water van de vijvers diende vroeger als bluswater bij munitiedepotbranden. De vijvers zijn ontstaan omdat rond de munitiedepots aarden wallen (merloenen) werden aangelegd, die bij een ontploffing verder onheil moesten tegenhouden.
Doorheen Het Leen stroomt ook de sterk vervuilde Burggravenstroom, die afkomstig is uit Waarschoot. Gelukkig stroomt het water van de Burggravenstroom niet in Het Leen maar omgekeerd wel. Het Leen is een samenscholing van verschillende biotopen: een deel is als heide aangelegd, een ander deel als gemengd loofbos en nog een ander deel als dennenbos.
In Het Leen is er ook een cafetaria, dat op maandag gesloten is.

## Natuurbeleving
Het Leen is vrij toegankelijk op de wandelpaden en dreven. Het wandelknooppuntennetwerk 'Meetjeslandse Bossen' en de Streek-GR Uilenspiegel doorkruisen het bosgebied.